# Museo Escolar de Puçol
El Museo Escolar de Puçol se encuentra en el colegio público de educación infantil y primaria de la pedanía de Puçol, a 5 km de la ciudad de Elche (Alicante). El proyecto educativo-museístico de esta instituciómn ha sido reconocido, tanto a nivel nacional como internacional, por sus prácticas para conservar el patrimonio a través de la educación.
Estas prácticas se caracterizan por una gestión que se apoya en tres pilares fundamentales, el colegio, la comunidad y el museo, que están interrelacionados y colaboran entre sí.

## Historia
La historia de esta institución empezó a mediados del siglo XX, concretamente en el año 1968, cuando Fernando García Fontanet aterrizó en este pequeño colegio y pronto empezó a intentar conservar la memoria de la sociedad tradicional, que estaba en peligro de extinción.

## Reconocimiento de la Unesco
Con el paso del tiempo, el colegio fue incrementando sus recursos. Las transformaciones ocurridas en la ciudad de Elche, con el cierre de las tiendas consideradas tradicionales, significó la llegada de colecciones procedentes del casco urbano, lo que permitió una diversificación de sus materiales.
El mayor reconocimiento en la historia de este museo, ocurriría en el año 2009, cuando la Unesco decidió incluir su proyecto pedagógico en el Registro de Buenas Prácticas para la Salvaguardia del Patrimonio Cultural Inmaterial.

## Colecciones
La colección del Museo Escolar de Puçol está dividida en siete categorías en las que encontramos objetos que tienen un alto valor a la hora de explicar a las nuevas generaciones los usos y costumbres de los ilicitanos de antaño.  La subdivisión está realizada de la siguiente manera:
-       Agricultura y ganadería
-       Fondo documental
-       Infancia
-       Indumentaria y complementos
-       Sociedad
-       Oficios
-       Vida doméstica
Dentro de cada una de estas categorías se encuentran objetos que cuentan las historias de los ilicitanos e ilicitanas del siglo XX, como, por ejemplo, un abanico, un calendario de 1946 o incluso un tractor.

## Reconocimientos
Desde el año 2000, el Museo Escolar de Puçol ha recibido una importante cantidad de premios y certificados, en dicho año, recibió el premio Maximiliá Thous, otorgado por la Diputación de Valencia. Nueve años más tarde, la Unesco le concedió el reconocimiento por el Registro de las Buenas Prácticas de Salvaguarda del Patrimonio Cultural Inmaterial. Ese mismo año la organización ‘Europa Nostra’ le otorgó una mención Especial de Educación, Formación y Sensibilización del Patrimonio Cultural.
También en el 2009 la Generalitat Valenciana le concedió la Medalla del Mérito Cultural. Una muestra del reconocimiento local de esta institución, es la entrega en el año 2011 de la Medalla del Bimil.lenari de la ciudad de Elche.
Entre los últimos premios recibidos por el Museo Escolar, destaca el I Premio Iberoamericano de Educación y Museos (Ibermuseos, 2014); el Compromiso de Calidad Turística (Ministerio de Turismo, 2016); o el premio en la categoría de Artes Plásticas y Visuales en la II Edición de Premios a la Cultura Alicantina Miguel Hernández (Diputación de Alicante, 2022).